# Marjorie Cevallos
Marjorie Cevallos Vera (Guayaquil, 1986) è una modella ecuadoriana.

## Biografia
Ha rappresentato l'Ecuador in occasione del concorso di bellezza internazionale Miss Mondo 2008 che si è tenuto in Sudafrica il 13 dicembre 2008, dove però la modella non è riuscita a superare le fasi preliminari del concorso. Alla fine il titolo di Miss Mondo è andato a Ksenija Suchinova, rappresentante della Russia.
Nata a Guayaquil, ma cresciuta nella vicina città di Durán, al momento dell'incoronazione, Marjorie Cevallos era una studentessa di comunicazioni sociali presso l'università di Guayaguil, ed aveva già accumulato alcune esperienze come modella e presentatrice televisiva nella propria nazione. Al momento della partecipazione a Miss Mondo, la modella aveva dichiarato che la sua aspirazione era di diventare una giornalista.